# Moyotzingo
Moyotzingo är en ort i Mexiko.   Den ligger i kommunen San Martín Texmelucan och delstaten Puebla, i den sydöstra delen av landet, 80 km öster om huvudstaden Mexico City. Moyotzingo ligger 2 244 meter över havet och antalet invånare är 24 555.
Terrängen runt Moyotzingo är huvudsakligen platt, men norrut är den kuperad. Terrängen runt Moyotzingo sluttar österut. Runt Moyotzingo är det ganska tätbefolkat, med 108 invånare per kvadratkilometer. Närmaste större samhälle är San Martin Texmelucan de Labastida, 5,2 km nordväst om Moyotzingo. Omgivningarna runt Moyotzingo är en mosaik av jordbruksmark och naturlig växtlighet.